# Litopterna
Litopterna (từ tiếng Hy Lạp cổ: λῑτή πτέρνα"gót chân mịn")là một bộ động vật có vú tuyệt chủng có móng guốc. Từ Phân đại Đệ tam nó giảm số ngón - hình thức ba mũi phát triển, thậm chí còn có hình thức một ngón như ngựa phát triển.

## Họ
- Bộ Litopterna — Litopterans 
  - Họ Protolipternidae - incertae sedis
  - Siêu họ Macrauchenioidea
    - Họ Macraucheniidae
    - Họ Notonychopidae
    - Họ Adianthidae

  - Siêu họ Proterotherioidea
    - Họ Proterotheriidae